# Prostemmiulus compressus
Prostemmiulus compressus är en mångfotingart som först beskrevs av Karsch 1881.  Prostemmiulus compressus ingår i släktet Prostemmiulus och familjen Stemmiulidae. Inga underarter finns listade i Catalogue of Life.